# Gábor Móric
Gábor Móric, született Geiringer (Kisújszállás, 1889. március 20. – Budapest, 1986. szeptember 12.) magyar festőművész.

## Élete

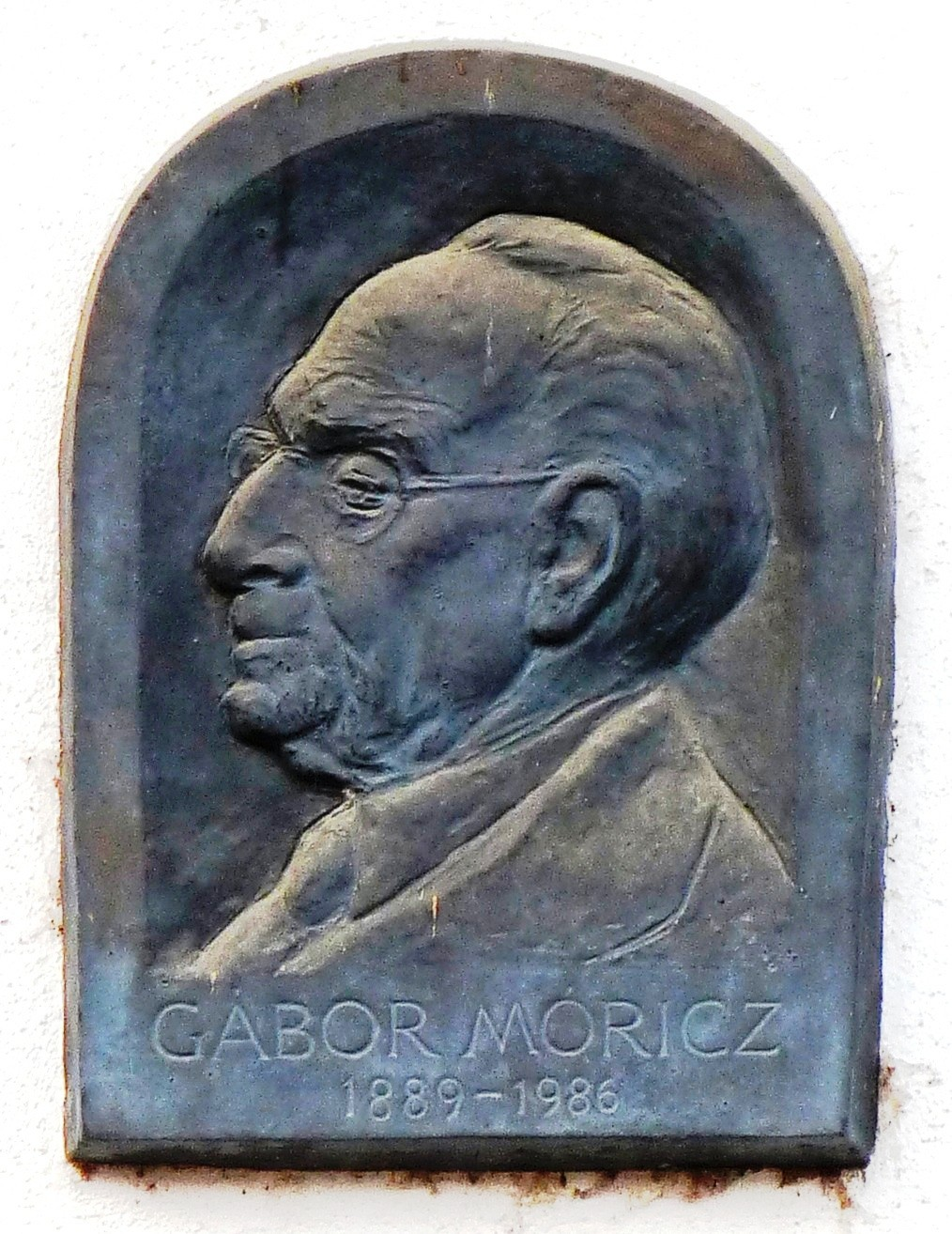
A Százados úti művésztelep műteremlakásán veje, Szabó Iván által készített emléktáblája

Geiringer Miksa szabómester és Blum Fáni fia. 1906–07-ben a Magyar Képzőművészeti Főiskolán tanult, ahol mesterei Székely Bertalan, Balló Ede és Szinyei Merse Pál voltak, majd tanulmányait a párizsi École des beaux-arts-on folytatta, ahol mestere Fernand Cormon volt. Tagja volt a Cennini Társaságnak, a Céhbelieknek, a Magyar Arcképfestők Társaságának, a Munkácsy Céhnek. Párizsi tartózkodása után az USA-ban és Hollandiában dolgozott portréfestőként. Járt Olaszországban, Ausztriában, Németországban és Belgiumban is. 1913-ban tért haza, haláláig a Százados úti művésztelepen élt. 1945 és 1948 között a Magyar Iparművészeti Főiskola tanára volt. 1916-tól szerepeltek művei kiállításokon. Klasszikus iskolázottságú, visszafogott színvilágú, realista arcképeket, köztük magyar és külföldi közéleti személyeket, illetve virágcsendéleteket, tájképeket, enteriőröket, egyházi témájú képeket festett, üvegfestményeket készített. Élete utolsó éveiben érmeket is alkotott.

## Magánélete
Házastársa Bessenyei Ilona Lujza (1897–1960) volt, Bessenyei Károly és Ács Éva lánya, akit 1917. augusztus 18-án Budapesten, az Erzsébetvárosban vett nőül. A férj 1932 októberében áttért a római katolikus hitre és utóneve Mór Ignácra változott.
Lánya Gábor Ilona (1919–1900) volt, aki Szabó Iván szobrászművészhez ment feleségül. Unokája Szabó Gábor (1940) szobrász.

## Kiállításai

### Egyéni kiállítások
- Amszterdam (1932)
- London (1932)
- Amszterdam és más városok (1938)
- Tornyai János Múzeum (Hódmezővásárhely, 1961)
- Csók Galéria (kat., Budapest, 1962)
- Fészek Klub (Budapest, 1962)
- Tornyai János Múzeum (Hódmezővásárhely, 1964)
- Tornyai János Múzeum (Hódmezővásárhely, 1976)
- Medgyessy Terem (Debrecen, 1976)
- Derkovits Terem (Budapest, 1977)
- Derkovits Terem (Budapest, 1978)
- Csepel Galéria (Budapest, 1979)
- Magyar Nemzeti Galéria (Budapest, 1979)
- Tornyai János Múzeum (Hódmezővásárhely, 1984)
- Déryné Művelődési Központ (Karcag, 1986)

### Válogatott csoportos kiállítások
- Az OMKT kiállításai, Műcsarnok (Budapest, 1906-tól)
- A Cennini Társaság és a Céhbeliek kiállításai, Nemzeti Szalon (Budapest, 1926-tól)
- A Munkácsy Céh kiállításai, Ernst Múzeum (Budapest, 1934-től)
- A magyar művészet ötven éve, Fővárosi Képtár (Budapest, 1944)
- A Rippl-Rónai Társaság kiállítása, Nemzeti Szalon (Budapest, 1948)
- Magyar Képzőművészeti kiállítás, Műcsarnok (Budapest, 1950-től)
- Arcképkiállítás, Ernst Múzeum (Budapest, 1952)
- Képzőművészetünk tíz éve, Műcsarnok (Budapest, 1955)
- Őszi Tárlat, Tornyai János Múzeum (Hódmezővásárhely, 1955-től)
- Tavaszi Tárlat, Műcsarnok (Budapest, 1957)
- A Százados úti művésztelep 50 éve, Magyar Nemzeti Galéria (Budapest, 1965)
- Jubileumi Képzőművészeti kiállítás, Műcsarnok (Budapest, 1975)
- A hódmezővásárhelyi Őszi Tárlatok negyedszázados jubileuma alkalmából rendezett retrospektív kiállítás, Műcsarnok (Budapest, 1979)
- Országos Éremművészeti Biennále, Lábasház, Sopron (1983-tól)
- Országos Képzőművészeti kiállítás ’84, Műcsarnok (Budapest, 1984)

## Díjak, elismerések
- Munka Érdemrend arany fokozata (1979)
- SZOT-díj (1981)